# Tabanus russatus
Tabanus russatus är en tvåvingeart som beskrevs av Wang 1982. Tabanus russatus ingår i släktet Tabanus och familjen bromsar. Inga underarter finns listade i Catalogue of Life.